# Stugeta subinfuscata
Stugeta subinfuscata är en fjärilsart som beskrevs av Karl Grünberg 1910. Stugeta subinfuscata ingår i släktet Stugeta och familjen juvelvingar. Inga underarter finns listade i Catalogue of Life.